# Szafranka czerwona
Szafranka czerwona (Crocothemis erythraea) – szeroko rozprzestrzeniony gatunek ważki z rodziny ważkowatych (Libellulidae). Występuje w Afryce, południowej i środkowej Europie, południowo-zachodniej, zachodniej i południowej Azji na wschód po prowincję Junnan w południowych Chinach. We wschodniej Afryce jest gatunkiem pospolitym. Zasiedla różnorodne środowiska, z wyjątkiem gęstych lasów. Preferuje wody stojące (w tym zbiorniki antropogeniczne) z gęstą roślinnością wodną. Jest gatunkiem termofilnym. Liczebność populacji w północnej części europejskiego zasięgu występowania wzrasta od lat 90. XX w.
Ubarwienie ciała dorosłych samców jest jednolicie czerwone, a samic żółto-brązowe. Długość ciała wynosi 40 mm, rozpiętość skrzydeł 66 mm. Imagines w Polsce latają od czerwca do października. Osobniki spotykane pod koniec lata mogą być z drugiego pokolenia. W Afryce Południowej osobniki dorosłe latają od października do końca maja.